# جان بلي ويت
جان بلي ويت هي مقالاتية وصحفية وكاتِبة وسفرجات وشاعرة كندية، ولدت في 4 نوفمبر 1862 في Kent County, Ontario ‏ في كندا، وتوفيت في 19 أغسطس 1934 في تشاتام كينت في كندا.